# 아카데미 원작상
아카데미 원작상(Academy Award for Best Story)은 아카데미상의 폐지된 부문 중 하나로, 1957년에 폐지되었다.
아카데미 시상식 초기부터 1956년까지 주어지는 아카데미상이었다. 이 상은 아카데미 각색상, 아카데미 각본상과 공존하는 상이어서 현대 관객들에게 혼란을 줄 수 있다. 최고의 이야기를 위한 오스카는 현대 영화 처리 또는 전체 줄거리와 등장인물을 설명하는 산문 문서의 사용과 가장 유사하지만 일반적으로 대부분의 대화가 부족하다. 별도의 시나리오 작가가 스토리를 전체 시나리오로 변환한다.
예를 들어, 1944년 아카데미 시상식에서 프로듀서이자 감독인 레오 맥캐리는 '나의 길을 가련다'로 최우수 작품상을 수상했고, 각본가 프랭크 버틀러와 프랭크 카벳은 최우수 각본상을 수상했다. 1956년 이 부문의 제거는 할리우드 스튜디오 시스템의 쇠퇴와 독립 시나리오 작가의 출현을 반영한다.